# Клермон Феран
Клермон Феран (фр. Clermont-Ferrand) град је у Француској у регији Оверња и депарману Пиј де Дом. По подацима из 2006. године број становника у месту је био 138.992. Налази се у великом индустријском подручју у Централном масиву. Град је чувен по низу угашених вулкана, који га окружују. Најпознатији од њих је Пиј де Дом, који се налази на 13 километара од града и на коме се налази телекомуникациона антена. На главном тргу у Клермон Ферану налази се велика статуа Верцингеторикса на коњу. Ту је написано „Узео сам оружје да би сви били слободни“. Аутор статуе је Фредерик Бертолди, који је направио Кип слободе.

## Историја
Клермон Феран је један од најстаријих француских градова. Први пут га спомиње грчки географ Страбон. У та времена град се звао Nemessos, што је била галска реч за свету шуму. У околини Клермон Ферана је била чувена битка код Герговије 52. п. н. е. у којој су Гали под вођством Верцингеторикса победили Римљане вод вођством Јулија Цезара. Након римског освајања град је добио име Augustonemetum, име у коме се комбинује изворно галско име са именом цара Октавијана Августа. У 2. веку имао је 15.000-30.000 становника, па је био један од највећих градова Галије. У касном 5. веку долази до инвазије Визигота, па је град опседао Еирик. Иако је Сидоније Аполинар најпре одбранио град, ипак је град постао 475. део Визиготске краљевине. Генерацију касније долази под контролу Франака.
По замку Clarus Mons град је 848. преименован у Клермон. Током тога периода био је бискупски град, којим је владао бискуп. Папа Урбан II је позвао 1095. у Први крсташки рат на концилу у Клермону. Да би се супротставили бискупској моћи војводе од Оверња су 1120. основале град Монтферан. Клермон је 1551. постао краљевски град, а 1610. је постао власништво круне. Клермон и Монтферан су 1630. насилно спојени у један град посебним едиктом. Ту унију је другим едиктом потврдио краљ Луј XV 1731. Тада је Монтферан постао само сателитски град Клермона. Монтферан је три пута тражио раздвајање од Клермона: 1789, 1848. и 1863.

## Географија

### Клима
| Клима (Клермон Феран)       | Клима (Клермон Феран) | Клима (Клермон Феран) | Клима (Клермон Феран) | Клима (Клермон Феран) | Клима (Клермон Феран) | Клима (Клермон Феран) | Клима (Клермон Феран) | Клима (Клермон Феран) | Клима (Клермон Феран) | Клима (Клермон Феран) | Клима (Клермон Феран) | Клима (Клермон Феран) | Клима (Клермон Феран) |
| Показатељ \ Месец           | .Јан.                 | .Феб.                 | .Мар.                 | .Апр.                 | .Мај.                 | .Јун.                 | .Јул.                 | .Авг.                 | .Сеп.                 | .Окт.                 | .Нов.                 | .Дец.                 | .Год.                 |
| --------------------------- | --------------------- | --------------------- | --------------------- | --------------------- | --------------------- | --------------------- | --------------------- | --------------------- | --------------------- | --------------------- | --------------------- | --------------------- | --------------------- |
| Апсолутни максимум, °C (°F) | 22,1 (71,8)           | 25,9 (78,6)           | 26,6 (79,9)           | 31,3 (88,3)           | 33,0 (91,4)           | 37,4 (99,3)           | 40,6 (105,1)          | 39,6 (103,3)          | 36,8 (98,2)           | 29,7 (85,5)           | 24,1 (75,4)           | 21,9 (71,4)           | 40,6 (105,1)          |
| Средњи максимум, °C (°F)    | 7,6 (45,7)            | 9,2 (48,6)            | 13,1 (55,6)           | 15,7 (60,3)           | 19,9 (67,8)           | 23,4 (74,1)           | 26,5 (79,7)           | 26,1 (79)             | 22,3 (72,1)           | 17,6 (63,7)           | 11,4 (52,5)           | 8,0 (46,4)            | 16,8 (62,2)           |
| Просек, °C (°F)             | 3,7 (38,7)            | 4,8 (40,6)            | 7,9 (46,2)            | 10,2 (50,4)           | 14,4 (57,9)           | 17,7 (63,9)           | 20,3 (68,5)           | 20,0 (68)             | 16,5 (61,7)           | 12,8 (55)             | 7,3 (45,1)            | 4,4 (39,9)            | 11,7 (53,1)           |
| Средњи минимум, °C (°F)     | −0,1 (31,8)           | 0,3 (32,5)            | 2,7 (36,9)            | 4,7 (40,5)            | 8,7 (47,7)            | 11,9 (53,4)           | 14,0 (57,2)           | 13,7 (56,7)           | 10,6 (51,1)           | 8,0 (46,4)            | 3,3 (37,9)            | 0,8 (33,4)            | 6,6 (43,9)            |
| Апсолутни минимум, °C (°F)  | −23,1 (−9,6)          | −29,0 (−20,2)         | −21,3 (−6,3)          | −7,1 (19,2)           | −3,6 (25,5)           | 1,0 (33,8)            | 3,8 (38,8)            | 2,4 (36,3)            | −3,0 (26,6)           | −9,2 (15,4)           | −11,8 (10,8)          | −25,8 (−14,4)         | −29,0 (−20,2)         |
| Количина падавина, mm (in)  | 26,7 (10,51)          | 21,8 (8,58)           | 25,8 (10,16)          | 53,4 (21,02)          | 76,8 (30,24)          | 72,9 (28,7)           | 54,9 (21,61)          | 61,9 (24,37)          | 65,6 (25,83)          | 49,0 (19,29)          | 39,5 (15,55)          | 30,6 (12,05)          | 578,9 (227,91)        |
| [ тражи се извор ]          |                       |                       |                       |                       |                       |                       |                       |                       |                       |                       |                       |                       |                       |

## Демографија
| 1962.   | 1968.   | 1975.   | 1982.   | 1990.   | 1999.   | 2006.   | 2011.   |
| ------- | ------- | ------- | ------- | ------- | ------- | ------- | ------- |
| 127.547 | 148.759 | 156.763 | 147.224 | 136.181 | 137.140 | 138.992 | 140.957 |

## Економија
У 19. веку је основана, а у 20. веку је изграђена чувена Мишлен фабрика аутомобилских гума. Клермон Феран је постао светски лидер у производњи аутомобилских гума. Мишлен је 1970-их запошљавао око 30.000 радника. Данас запошљава око 14.000 великим делом административних радника. Клермон Феран је остао главно седиште компаније.

## Партнерски градови
- Сивас
- Регензбург
- Норман
- Овиједо
- Абердин
- Маракеш
- Гомељ

## Знаменитости и култура
Има низ споменика из 12. до 18. века
- црква Нотр Дам ди Пор из 6. века је под заштитом Унескоа
- катедрала Нотр Сам дел Асомптјон
- црква Сен Лоран
- статуа Верцингеторикса

Најзначајнија личност Клермон Ферана је филозоф и математичар Блез Паскал (1623—1662), по коме се назива и универзитет у Клермон Ферану. 

## Галерија
- статуа генерала Деса (Desaix )
- Статуа Верцингеторикса
- Статуа папе Урбана II
- Главни трг
- Источни портал катедрале у Клермон Ферану
- Болница санаториј Сабурен
- Опера и статуа Верцингеторикса на главном тргу
- Нотр Дам ди Пор